# Charlotte Elisabeth Henriette Holstein
Charlotte Elisabeth Henriette lensgrevinde (von) Holstein, født friherreinde zu Inn- und Knyphausen (født 3. februar 1741, død 18. maj 1809 på Vallø) var overhofmesterinde hos dronning Caroline Mathilde og Dame de l'union parfaite.
Hun blev gift 20. maj 1769 med grev Christian Frederik Holstein. Efter mandens død 1799 blev hun dekanesse på Vallø, hvor hun døde.